# Kirchstätt (Sankt Wolfgang)

Kirchstätt von der Kapelle aus gesehen

Kirchstätt ist ein Einödhof in der Gemarkung Lappach der Gemeinde Sankt Wolfgang im oberbayerischen Landkreis Erding in Bayern. Der Ort liegt im idylisch-romantischen Tal des Kirchstätter Bachs, einem Quellbach der Lappach, eingebettet zwischen dem Sollacher Forst im Westen und dem Tann im Osten. Über Kirchstätt verlaufen mehrere Wanderrouten, die durch die beiden Waldgebiete und durch das Tal führen.

## Geschichte

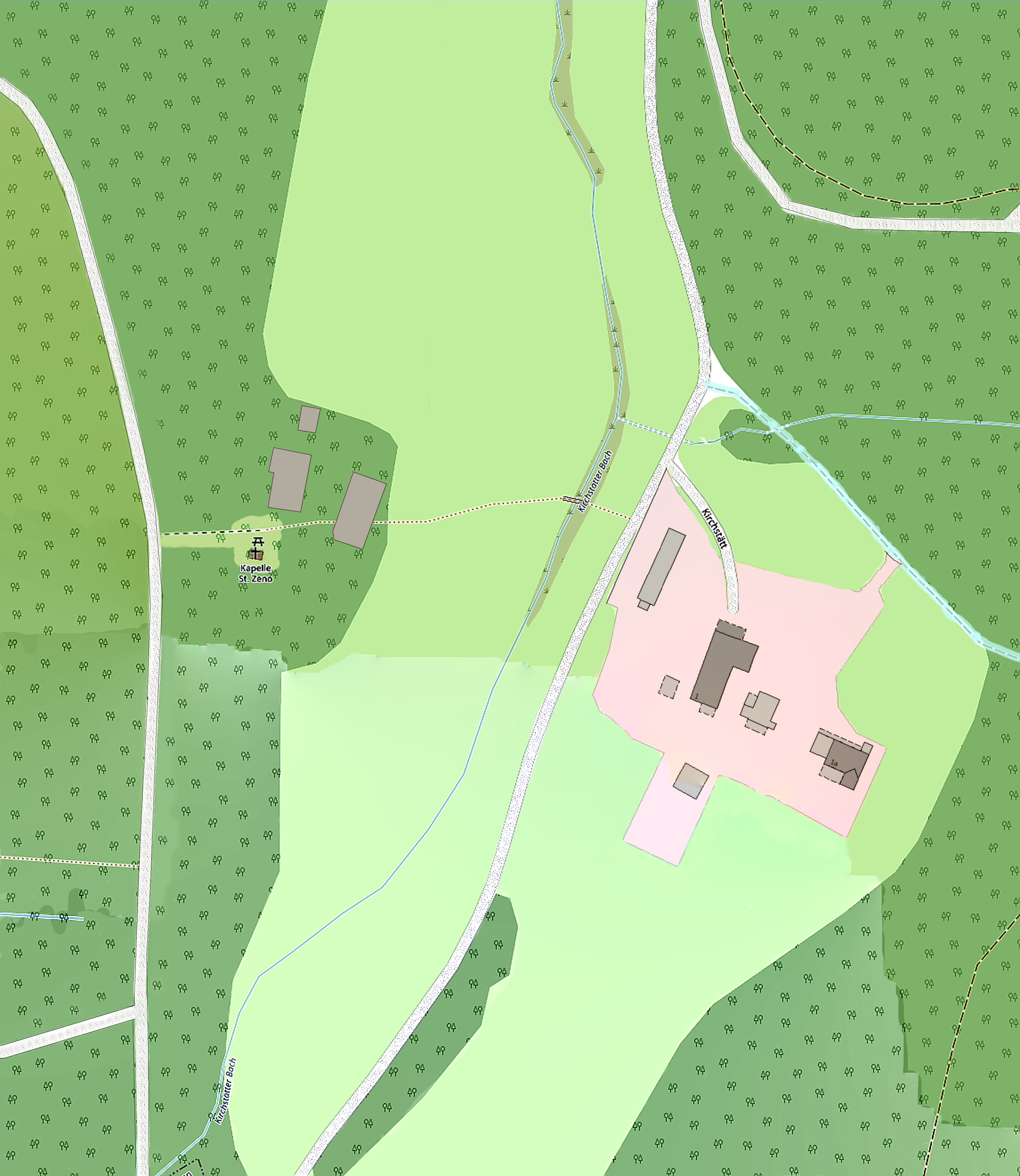
OpenStreetMap von Sommer 2023 mit dem lagegetreu eingetragen Hof auf der linken Talseite der 1901 abgerissen wurde

Seit wann der Ort besteht, gibt die St. Wolfganger Ortschronik keine Auskunft. Kirchstätt bestand bis in das zweite Drittel des 19. Jahrhunderts aus einem Bauernhof, dieser wird in den Annalen der Grafschaft Haag von 1600 als freier Wehrbauernhof mit 120 Hoffuß geführt. An diesem Hof bestand, wie der Ortsname besagt, eine Kirche, von der nach Kirchenkunst-Historiker Georg Westermayer 1884 keine Aussagen mehr gemacht werden konnten. Dieser Umstand gibt Raum für Vermutungen, ob sie in den kriegerischen Jahren des 16./17. Jahrhunderts zerstört wurde oder wegen Baufälligkeit abgerissen und nicht mehr wieder errichtet wurde. Im Jahr 1860 errichtete die Familie Mermi an der gegenüberliegenden Talseite das heutige Hofgebäude als zweiten Bauernhof. Der seit der Säkularisation dem bayerisch-königlichen Staat gehörende Sollacher Forst sollte gegen Ende des 19. Jahrhunderts arrondiert werden, weshalb der letzte Besitzer des ersten Hofes seinen Grund mitsamt der Gebäude an die Forstverwaltung verkaufte, mit der Auflage, dass auf dem Grund des Hofes eine Kapelle errichtet wird. Die Hofgebäude wurden 1901 abgerissen und bis auf die kleine Lichtung, in der die Kapelle steht, aufgeforstet.
Seit 2010 ist der von der Familie Mermi errichtete Hof im Besitz von Angelika van der Straaten (geb. Schmaderer), die nach langwierigen Genehmigungsverfahren und umfassenden Renovierungsarbeiten an Haus, Tenne und im Außenbereich einen modernen Veranstaltungsort eröffnet hat.

## Waldkapelle St. Zeno
Der etwa vier Meter lange kleine Putzbau mit Traufgesims und runder Apsis wurde im Jahr 1900 errichtet, dabei wurden Teile der 1770 errichteten Hofkapelle verwendet, diese entstand wohl als Nachfolgebau der Kirche. Umfangreiche Renovierungen fanden 1962 ― im selben Jahr wurde sie nach der Weihe aufgebrochen und ausgeraubt ― und 2011 bis 2013 durch das Forstamt Isen statt. Das Innere der Kapelle ist mit zwei Ikonen-Nachbildungen, einer Zeno-Figur und einem Kruzifix aus der 2. Hälfte des 20. Jahrhunderts und einem älteren schmiedeeisernen Apostelkreuz ausgestattet. Die Zenokapelle gehört zu den geschützten Baudenkmälern in Bayern.

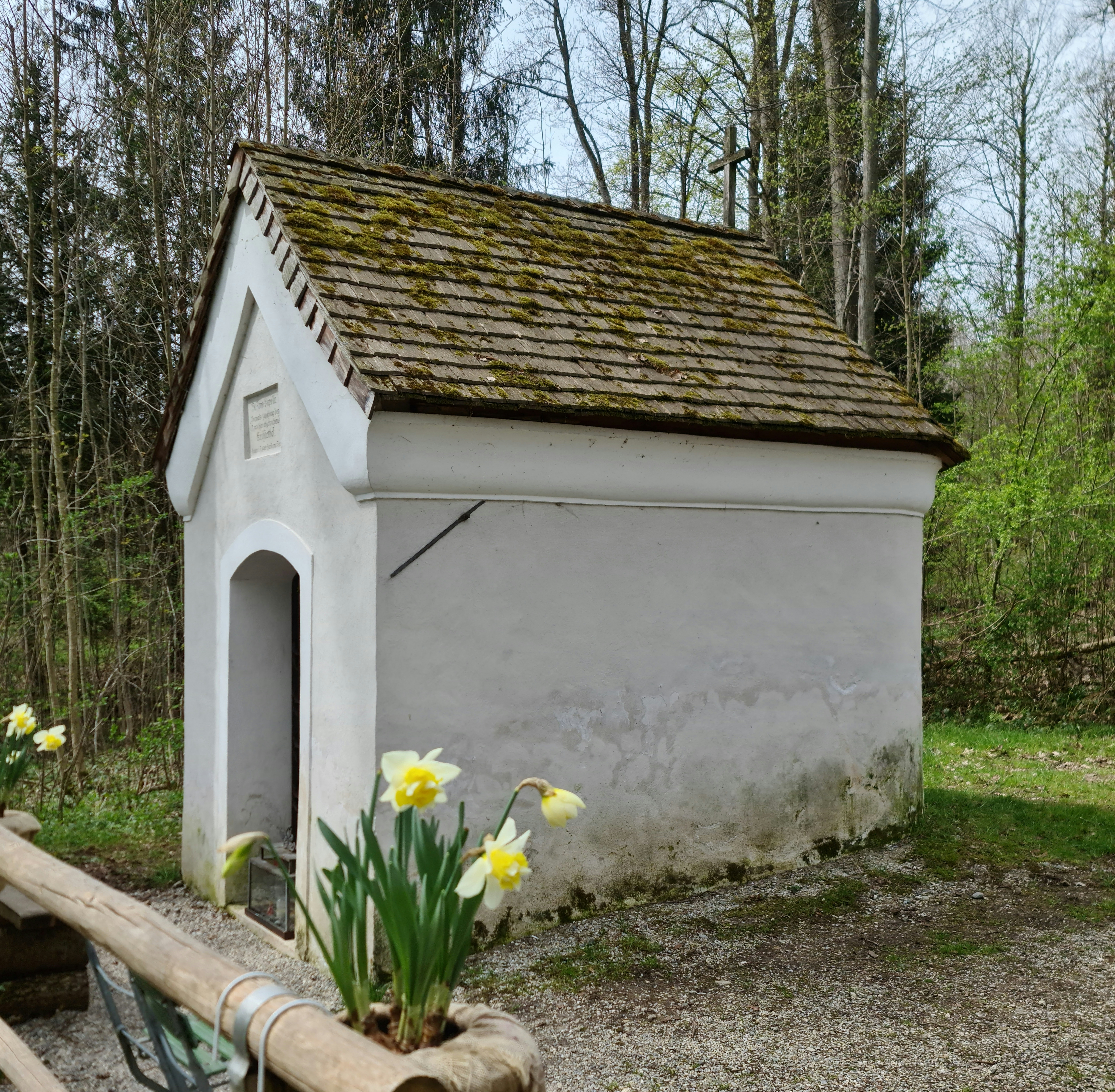
Waldkapelle Kirchstätt
Tal des Kirchstätter Bachs nördlich von Kirchstätt
Tal des Kirchstätter Bachs südlich von Kirchstätt
Kirchstätter Bach 336 m nördlich von Kirchstätt

## Sonstige Bauten
Unweit, knapp 280 m westnordwestlich der Waldkapelle befinden sich die Diensthütten der für den Sollacher Forst zuständigen Forstarbeiter.